# Acentus Akuku
Acentus Ogwella Akuku, né en 1916 et mort le 3 octobre 2010 est le polygame, connu, le plus célèbre au monde. Il épousa  130 femmes, eut  300 enfants et plus de 3 000 petits-enfants.
Il était plus connu sous le surnom de Akuku Danger car, selon lui « Je fais peur aux hommes. Aucune femme ne peut me résister. J'ai toujours été beau garçon, su m'habiller et parler aux dames. Je suis magnétique ! ».